# Lee Toland Krieger
Lee Toland Krieger (nacido el 24 de enero de 1983) es un director, productor y guionista de cine estadounidense.

## Vida personal
Krieger actualmente reside en Los Ángeles. Es el nieto  de actor Lee Krieger.

## Filmografía
- The Vicious Kind  (2009) – director, escritor, productor
- Celeste and Jesse Forever (2012) – director
- El secreto de Adaline (2015) – director
- The Divergent Series: Ascendant (2017) – director
- El mundo oculto de sabrina (2018)